# Горщик (профессия)
Горщик — специалист по добыче драгоценных и цветных камней. Название профессии происходит от выражения «работать в горе» (в шахте). Профессия горщика получила распространение на Урале в XIX — начале XX века. В художественной литературе слово «горщик» известно по произведениям П. П. Бажова. Наиболее близкими к горщику термином является слово «старатель». Но старателями чаще называют тех, кто занимается поиском и добычей россыпного золота и платины, в отличие от горщиков, которые в основном занимаются поисками самоцветов. Близкое по этимологии слово «горняк» имеет значение, существенно отличающее его от «горщика». Горняк — это профессиональный специалист в горном деле, инженер, техник или рабочий, а горщик — самоучка, занимающийся поиском камней в частном порядке.
«Знаменитых горщиков по нашим местам немало бывало. Случались и такие, что по-настоящему учёные люди, академики их профессорами величали и не в шутку дивились, как они тонко горы узнали, даром что неграмотные»  (Бажов П. П. Далевое глядельце).

## Известные горщики
- Данила Зверев
- Григорий Китаев